# Teranodes montanus
Teranodes montanus is een spinnensoort uit de familie Hexathelidae. De soort komt voor in Tasmanië en Victoria.